# Tango de la muerte
Con el título Tango de la muerte se registran varios tangos en la historia del género. 

## De Alejandro Dolina
Uno de ellos, con música y letra de Alejandro Dolina, forma parte de una opereta criolla titulada Lo que me costó el amor de Laura, que se hizo célebre en la versión de Baglietto.

## De Horacio Mackintosh
El segundo caso, de origen similar, tuvo por letrista a Alberto Aureliano Novión y por compositor a Horacio Mackintosh, un músico del que han sobrevivido algunas piezas, pero del que prácticamente nada se sabe. Hizo parte de una obra de teatro (algunos prefieren denominarla “sainete”) homónima que se estrenó en 1922. Gozó de la interpretación, y quedó registrado en disco, de Carlos Gardel y también por Roberto Firpo (este último en versión instrumental). 

## De Eduardo Bianco
Podría citarse como tercer caso el tango Plegaria, de Eduardo Bianco, que por convertirse en una canción que en los campos de concentración, durante la Segunda Guerra Mundial, cantaban (obligados) los condenados cuando se dirigían a las cámaras de gas, se le llamó también Tango de la muerte.
El último caso es mucho más moderno, y no se trata de una canción con letra, sino de música pura, compuesta por un autor no argentino, sino en este caso colombiano. Se trata de uno de esos tangos de antología que se destaca por la fuerza de su expresión y la recreación de una atmósfera de tango viejo y un ambiente de seductor fatalismo, acorde con el título, pero usando recursos nuevos que curiosamente nada le deben al estilo piazzolliano. La obra fue escrita en 2006 en versión para dos pianos.